# Joachim Weber (Politiker, 1913)

Joachim Weber (1971)

Joachim Weber, auch in der Schreibweise Weber-Erb (* 28. August 1913 in Schwyz; † 27. Februar 1999 ebenda; heimatberechtigt in Arth sowie Schwyz), war ein Schweizer Politiker (FDP).

## Biografie

### Familie und Beruf
Der katholisch getaufte, aus der Gemeinde Schwyz stammende Joachim Weber, Sohn des Hoteliers und Kantonsratspräsidenten Pius Weber sowie dessen Ehegattin Josephine geborene Gianella, erhielt sein Handelsdiplom an der Handelsschule Schwyz. Daran anschliessend absolvierte er Sprachaufenthalte in der Westschweiz, in Italien sowie England. Im Jahre 1948 erwarb er den Bauernbetrieb Immenfeld in Schwyz. Joachim Weber vermählte sich im Jahre 1938 mit Gertrud Erb. Er verstarb Ende Februar 1999 85-jährig in seiner Heimatgemeinde Schwyz.

### Politischer Werdegang
Der der Freisinnig-Demokratischen Partei beigetretene Joachim Weber wurde 1942 in den Schwyzer Bezirksrat gewählt, dem er von 1944 bis 1946 als Bezirksammann vorstand, 1952 schied er aus. 1956 erfolgte seine Wahl in den Schwyzer Kantonsrat, 1968 trat er zurück. In den Jahren 1967 bis 1975 nahm Joachim Weber für seinen Kanton Einsitz in den Nationalrat, dort präsidierte er die Aussenwirtschaftskommission. Darüber hinaus hielt Joachim Weber in den Jahren 1970 bis 1976 eine Mitgliedschaft in der Parlamentarischen Versammlung des Europarates inne.
Joachim Weber, der zu den profiliertesten sowie markantesten Persönlichkeiten der Schweizerischen Landwirtschaftspolitik seiner Zeit zählt, führte den Vorsitz der Bauernvereinigung des Kantons Schwyz. Von 1959 bis 1961 bekleidete Weber das Amt des Präsidenten des Innerschweizer Bauernbunds, im Anschluss bis 1974 jenes des Präsidenten des Schweizerischen Bauernverbandes, zu dessen Ehrenpräsident er nach seinem Rücktritt im Jahre 1974 ernannt wurde. 1970 erhielt Joachim Weber die Ehrendoktorwürde der Veterinärmedizinischen Fakultät der Universität Zürich verliehen.